# 半井瑞策
半井 瑞策（なからい ずいさく）は、室町時代後期から安土桃山時代の医師。名は光成（みつなり）。瑞策は通称。晩年に剃髪して2代驢庵を名乗った。当代の名医として知られ、正親町天皇より『医心方』の写本を下賜されている。

## 生涯
半井明親（初代驢庵）の二男として生まれる。兄には半井明英（寿琳、閑嘯軒）がいる。医学に優れていたために父の医業を継ぎ、晩年に剃髪すると父の「驢庵」の号を受け継いでいる。瑞策の子孫が「驢庵」の号や典薬頭を世襲したため、兄の明英が分家したような形となるが、このためか瑞策を明英の子とする系図がある。
正親町天皇（在位: 1557年 - 1586年）の時代、法印に叙すことが検討されたが、先任の法印がいる場合にはその上席に就けることができないため、深黒の素絹を着用することを許し、僧綱によらずに法印の上席とした。これは他の医官と異なる半井家の特例となった。また、天皇の勅命により、従来の「通仙軒」を改めて「通仙院」という院号を名乗ることを許され、『医心方』の写本を下賜された。
織田信長とは親しい関係となり、信長は京都に入った際に半井家の屋敷を宿舎とした。また、豊臣秀吉からも殊遇を得た。
文禄5年/慶長元年（1596年）8月25日死去 。ただし「半井家系図」では天正5年（1577年）8月25日没、享年75としており、『寛政譜』はこの没日を採る（享年の記載はない）。大徳寺真珠庵に葬られた。

## 備考
- 名医として知られた人物で、さまざまなエピソードが伝わる。
  - 『寛政重修諸家譜』では以下のような話を載せている。あるとき近江国の人を診察した際に「必死の脈」があると診た。その人は病気もないために不審に思われていたが、その人は翌日に矢に当たって死亡したために、世の人は医術の精妙なことを称えたという。また、このような話は枚挙にいとまがないとしている[9]。
- 正親町天皇から下賜された『医心方』の写本は典薬頭半井家で門外不出の書として秘蔵され、現代まで伝わる。『医心方』の現存最古の写本であり、『医心方（半井家本）』として国宝に指定されている（半井家#医心方（半井家本）参照）。
- 大徳寺の塔頭・真珠庵は、瑞策の父・明親（初代驢庵）の墓所であり、瑞策とその家族も葬られた[10]。真珠庵には瑞策夫妻の肖像画が伝わる[7]。
- 正親町天皇から御殿一式を拝領した[4][2][注釈 7]。そのうち書院1棟は真珠庵に寄進され[注釈 8]、「通遷院」の名で現存する[2]（「眞珠庵通仙院」として重要文化財[12]）。ただし、通遷院（通仙院）については、江戸時代初期[注釈 9]に正親町天皇の女御の化粧殿を移築したもの、という説明もされる[13]。瑞策が拝領した御殿の他の部分については、瑞策の子孫である半井成近の時に江戸・元吉原の屋敷に移されたものの、明暦の大火で焼失した[4]。また、瑞策の甥の手によって一部が堺に移されたともいい、『堺市史』（1929年）によれば堺市熊野町東一丁[注釈 10]の半井家邸宅には唐破風造の玄関を有する建物があったという[5]。